# ادوارد هاوس
ادوارد مندل هاوس (انگلیسی: Edward M. House; ۲۶ ژوئیهٔ ۱۸۵۸ – ۲۸ مارس ۱۹۳۸) دیپلمات، و سیاستمدار اهل ایالات متحده آمریکا بود. او در جنگ جهانی اول مشاور رئیس‌جمهور آمریکا وودرو ویلسون بود و در تشکیل کنفرانس صلح پاریس (۱۹۱۹) نقش داشت.